# DQ-Herculis-Stern

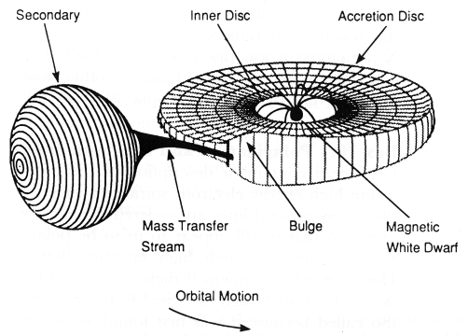
Schematischer Aufbau eines DQ-Herculis-Sterns mit Materiestrom vom Begleitstern und Akkretionsscheibe, deren innerer Teil durch das Magnetfeld des Weißen Zwerges aufgelöst wurde.

DQ-Herculis-Sterne (englisch Intermediate polars, kurz IPs) bilden zusammen mit den AM-Herculis-Sternen die Klasse der magnetischen kataklysmischen Veränderlichen (Abk. mCVs), in denen durch das starke Magnetfeld des Weißen Zwerges die Akkretionsgeometrie des Massentransfers stark verändert wird.
Der Massenübertrag auf den Weißen Zwerg erfolgt dabei, wie allgemein in kataklysmischen Veränderlichen, von einem massearmen Hauptreihenstern, der sein Roche-Volumen ausfüllt.
Im Gegensatz zu den AM-Herculis-Sternen ist die Magnetfeldstärke des Weißen Zwerges geringer (< 10 Megagauß), so dass dieser frei rotieren kann und in der Regel die Bildung einer Akkretionsscheibe nicht unterbunden wird. Auch die im Vergleich zu den AM-Herculis-Sternen deutlich höheren Akkretionsraten verhindern ebenfalls eine Spin-Bahn-Kopplung, bzw. führen durch Drehimpulsübertrag zu sehr kurzen Rotationsperioden des Weißen Zwerges (z. B. bei AE Aqr 33 Sekunden).
Die Akkretion auf die Oberfläche des Weißen Zwerges erfolgt entlang der Magnetfeldlinien, wobei die gasförmige Materie vom Innenrand der Akkretionsscheibe ankoppelt. Beim radialen Aufprall auf den Weißen Zwerg entsteht ein mehrere Millionen Kelvin heißes Plasma in einer kompakten, einige hundert Kilometer großen, Akkretionsregion. Die dort abgestrahlte Leuchtkraft von bis zu 1033 erg pro Sekunde wird vor allem als harte Röntgenbremsstrahlung im Bereich von 6 bis 10 keV freigesetzt. Ist die Rotationsachse gegenüber den magnetischen Polen geneigt so kommt es zu einer pulsierenden Röntgenquelle. Infrarote und optische Zyklotronstrahlung, sowie deren Polarisation, sind in diesen Objekten nur schwer nachzuweisen, da in genannten Spektralbereichen die Strahlung der Akkretionsscheibe dominiert mit einem Kontinuum, welches mit Emissionslinien mit Doppelpaeks durchsetzt ist. Die Veränderlichkeit sowohl im optischen als auch im Röntgenbereich geht mit einer variablen Massentransferrate sowie der Wechselwirkung in der Magnetosphäre des Weißen Zwerges einher. Kurzfristige Flares werden als eine Folge von thermonuklearen Explosionen auf der Oberfläche des kompakten Sterns interpretiert.

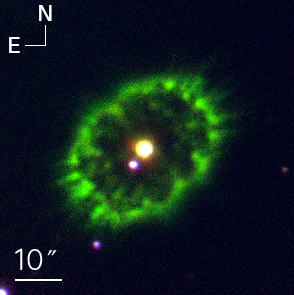
Falschfarbenbild der expandieren Gasscheibe um DQ Herculis

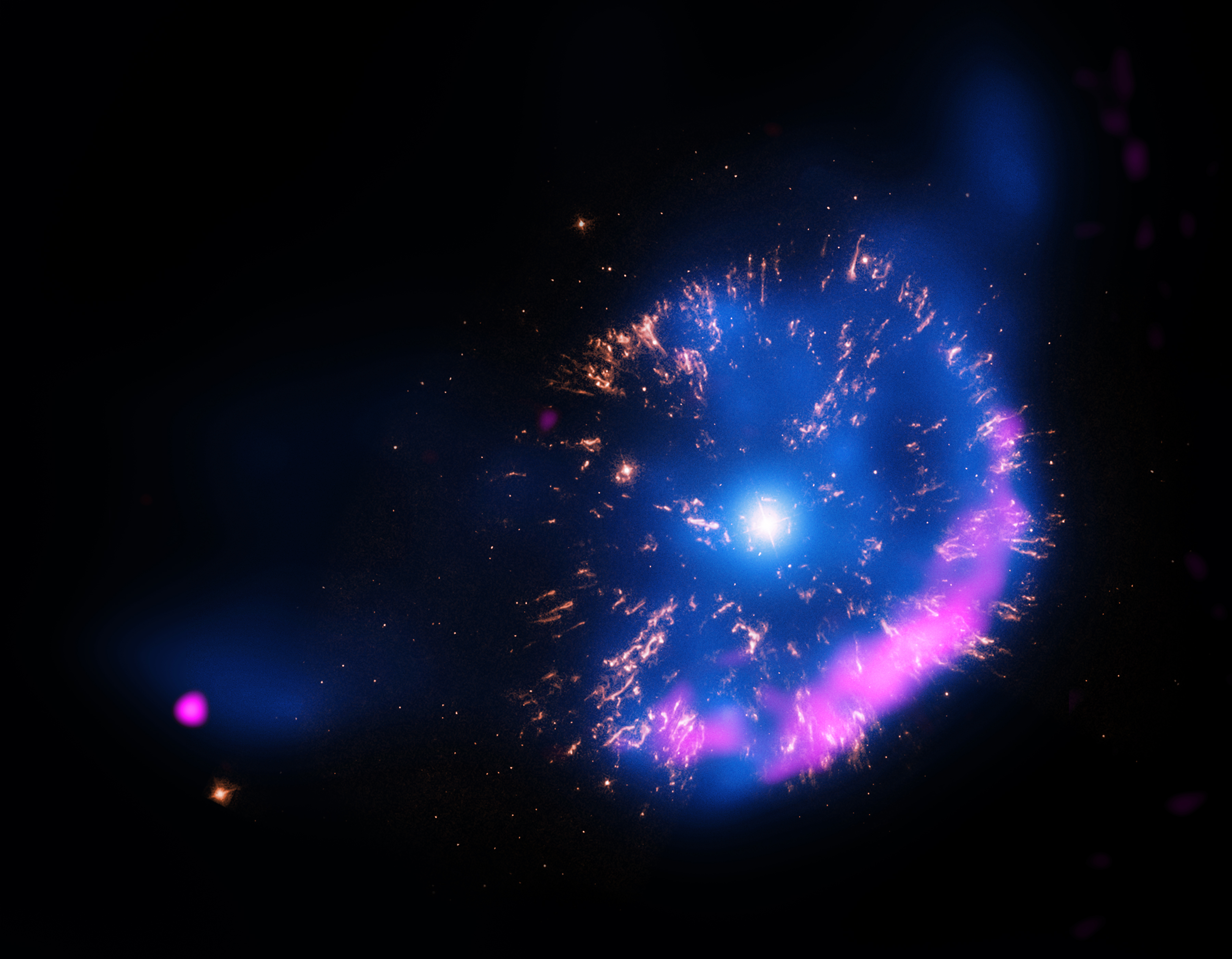
Überlagerung von Aufnahmen der Nova GK Persei im Röntgenbereich, blau, im optischen Bereich, gelb und im Radiowellen-Bereich, rosa; erstellt aus Aufnahmen des Chandra-Weltraumteleskops, des Hubble-Weltraumteleskops und des Very Large Array

Die Bahnperioden der 70 bis 150 bekannten DQ-Herculis-Sterne sind im Durchschnitt länger als die der AM-Herculis-Sterne und liegen in der Regel oberhalb der Periodenlücke der kataklysmischen Veränderlichen von 3 Stunden. Die Weißen Zwerge in den DQ-Herculis-Sternen haben Rotationsperioden zwischen 33 Sekunden und 67 Minuten. Es besteht eine grobe Korrelation zwischen Rotations- und Bahnperiode, wobei die Rotationsperiode meistens kürzer als 1/10 der Bahnperiode ist. Allerdings überlagern sich die Magnetfelddichten der Polaren und DQ-Herculis-Sterne. Es wird angenommen, dass sich die meisten DQ-Herculis-Sterne mit starken Magnetfeldern in Polare umwandeln, nachdem die Umlaufdauer der Bahn des Doppelsternsystems auf Werte von weniger als 3 Stunden verkürzt hat. Dagegen sollte es bei DQ-Herculis-Sternen mit magnetischen Momenten von weniger als 5×1033 Gcm3 nicht zu einer Synchronisation der Rotationsdauer des Weißen Zwergen und der Umlaufdauer des Doppelsternsystems kommen.
Ein Teil der DQ-Herculis-Sterne waren mal Superweiche Röntgenquellen, die die akkretierte Materie in einem stetigen Wasserstoffbrennen auf der Oberfläche des Weißen Zwerges in Helium umgewandelt haben. Während dieser Phase der kontinuierlichen Akkretion hat sich auch die Rotationsperiode des Weißen Zwerges auf die bei DQ-Herculis-Sternen beobachteten Werte von einigen 10 Sekunden bis einigen Minuten beschleunigt. Die IPs sind häufig nicht in der Lage die gesamte auf den Weißen Zwerg strömende Materie zu akkretieren. Dies wird als der Propeller-Mechanismus bezeichnet, bei dem der Akkretionsstrom in Feuerbälle aufgespaltet wird und diese nur zu einem kleinen Teil das schnell rotierende, an den Weißen Zwerg gebundene Magnetfeld überwinden können. Der größte Teil, häufig mehr als 90 %, wird vom Propeller aus dem Doppelsternsystem heraus beschleunigt. Überwindet einer der Feuerbälle das Magnetfeld und wird auf den Weißen Zwerg akkretiert so führt dies zu einem Flare. Die Feuerbälle aus Gas vom Begleitstern haben dabei einen typischen Durchmesser von 10.000 km und eine Masse von 1014 Tonnen bei Temperaturen um die 20.000 K.

## Bekannte DQ-Herculis-Sterne
- DQ Herculis
- AE Aquarii
- GK Persei